# José Miguel de la Barra
José Miguel de la Barra López (Santiago en 1799 - Santiago en 1851) fue militar, político e intelectual chileno.

## Inicio de su Carrera
Decidido patriota, ingresó al ejército como alférez durante la etapa de la Independencia, participando en la decisiva Batalla de Maipú en 1818, que definió el destino de Chile.
Su celo patriótico y sus dotes intelectuales fueron sus características principales al ingresar a la arena política. Integró la delegación chilena en Londres, que partió a Europa con el fin del reconocimiento del Viejo Mundo hacia el país. Nombrado secretario de la legación chilena en Inglaterra, posteriormente pasó como Cónsul General. Ministro Plenipotenciario de Chile en París, en 1830.
En 1838 fue al Perú, durante la Guerra contra la Confederación Perú-Boliviana, como secretario de la Expedición Restauradora y al servicio del Jefe de la misma, Manuel Bulnes. Fruto de esa experiencia allí fue su Una reseña histórica de la campaña del Perú de 1838 a 1839, valioso  documento histórico-descriptivo de la época. De regreso a Chile se desempeñó varios años como secretario de Mariano Egaña.

## Contribución a la Educación Chilena
De la Barra se sintió atraído por la enseñanza, y por ello ejerció la docencia en diversos establecimientos. Para ayudar a su desarrollo publicó seguidamente una Historia de América y una Historia de Chile, que estaban destinadas a ser textos de enseñanza secundaria de los colegios del país. A él se debe la llegada a Chile de numerosos educadores europeos, ya que en su viaje a Europa logró influenciar a intelectuales para viajar al país.
En 1843, fue designado Decano de la Facultad de Filosofía y Humanidades de la Universidad de Chile. De allí pasó a la Oficina de Estadísticas —recién creada— como su primer Director, cumpliendo una labor organizativa importante, y llevando a cabo el primer censo poblacional.

## Servicio Público
Intendente de Coquimbo en 1840 e Intendente interino de Santiago en 1841, asumiendo en propiedad dos años más tarde. Durante ambos cargos llevó a cabo diversas iniciativas municipales tendientes al ordenamiento urbano e introdujo el alumbrado público a gas de la capital.  
Llegó al Congreso Nacional como diputado por Quillota y Limache en 1840, reelegido en 1843, 1846 y 1849. Durante este período integró la Comisión Permanente de Educación y Beneficencia.

## Actividades Posteriores
Participó, junto a José Rafael Larraín Moxó, Domingo Eyzaguirre Arechavala y otros, en la creación de la Sociedad Nacional de Agricultura. Además, a él se debe la creación del Asilo del Salvador.